# Église Saint-Jean-Baptiste de La Couronne
Pour les articles homonymes, voir Église Saint-Jean-Baptiste.
L'église Saint-Jean-Baptiste est une église catholique située à La Couronne, en France.

## Localisation
L'église est située dans le département français de la Charente, sur la commune de La Couronne.

## Historique
L'édifice est classé au titre des monuments historiques en 1903.